# 劉廓
劉廓（？—？），原名劉效夫，字公藴，號懷蒼，山東青州府壽光縣人，官籍，明朝政治人物。

## 生平
山東鄉試第三十三名舉人。嘉靖三十二年（1553年）中式癸丑科三甲第七十名進士。通政司观政，授直隶宝坻知县，升户部主事，历员外，升郎中，密雲管粮。三十九年与兵备副使张子顺互行攻讦，俱黜为民。

## 家族
曾祖劉珽；祖父劉銳；父劉承學，知州。母郝氏。兄劉庇（生员）、弟劉序（生员）、刘度、刘赓（隆慶進士）。